# Industricentralen

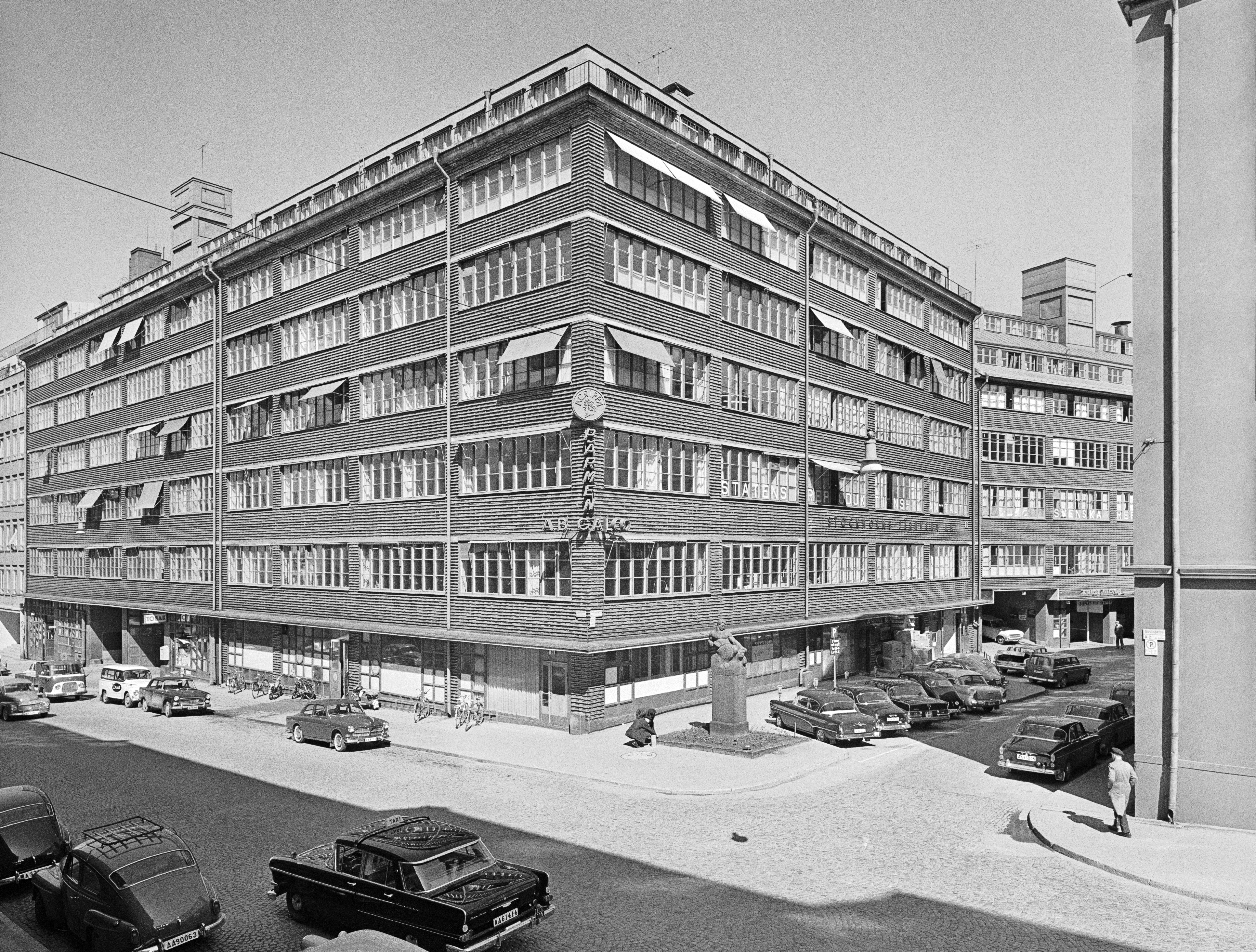
Byggnaden sedd från Gävlegatan omkring 1960.

AB Industricentralen är ett familjeföretag där samtliga delägare är släktingar i direkt nedstigande led till  grundarna Erik och Frank Hirsch. VD i bolaget har också alltid varit  en av delägarna. Industricentralen strävar efter att tillhandahålla moderna, funktionella och flexibla kontorslokaler, med hög servicegrad för hyresgästerna. Detta gör att vi får långsiktiga och stabila hyresgäster. 
Idag äger och förvaltar Industricentralen fastigheter i Stockholm och Botkyrka:
Bodarne 14
6 500 kvm belägen på Strandvägen 1 – 3
Vinrankan 2
ca 3 500 kvm belägen på Telefonplan 18 – 20
Hantlangaren 3
Dataserverhall belägen i Botkyrka
Brunfisken 25
Hemköp och Systembolaget på Nybrogatan / Östermalmstorg, 3546,5 kvm
Heba
Industricentralen är också en av de största externa ägarna i fastighetsbolaget Heba
Vision
Industricentralens övergripande vision är att genom sunda värderingar, god affärsidé och relevanta mål vara en efterfrågad förvaltare och förädlare av affärsfastigheter i Stockholmsregionen.

## Historik
Industricentralen är ett familjeägt bolag med ett 20-tal ägare, alla i direkt nedstigande led från grundarna. Bolaget startades 1929 av bröderna Erik och Frank Hirsch från deras försäljning av Pumpseparator (som lever vidare i Alfa Laval och Svenska Metallverken, som idag lever vidare i SSAB).
VD idag är Caroline Hirsch Berman, familjemedlem och delägare i AB Industricentralen.
Blästern 15  
(Hudiksvallsgatan 4 - 8 och Gävlegatan 12 A & B)
Affärsidén var att skapa en flexibel fastighet främst avsedd för lättare industri av modernaste snitt, Sveriges första industrihotell. Man vände sig till Stadshusets arkitekt Ragnar Östberg och 1937 stod anläggningen klar. Den blev snabbt uthyrd till skilda verksamheter som en trikåfabrik, en bilagentur och ett tryckeri. Senare förgyllde även dofter från cigarrhandlare och konfektyrfabriker tillvaron för hyresgästerna. Med hjälp av en bra grundidé - och efterkommande generationers beslutsamhet att utveckla fastigheten vidare rymmer Blästern 15 idag en rad olika verksamheter som uppskattar fastighetens diversitet som den industribyggnad den ursprungligen formgavs till att vara. som samtidigt möjliggjort mycket rationella, ljusa och flexibla kontorslösningar med högt i tak. Blästern såldes 2022 till Atrium Ljungberg.
Familjens engagemang är även kopplade till kultur och konst. Fastigheten kom därför under 2000-talet bli mest känd för att inrymma några av Stockholms ledande konstgallerier. Detta för att ge ett bidrag till Stockholms kulturliv.
Bodarne 14  
(Strandvägen 1 – 3)
Våren 2011 förvärvade Industricentralen fastigheten Bodarne 14 med bla. en önskan hos delägarna att skapa en stabil, diversifierad och långsiktig fastighetsportfölj. Industricentralen har fortsatt att renovera fastigheten på Strandvägen 1-3 som idag har mycket hög standard. Vidare har man bidragit till att skapa en levande gatumiljö genom att de mycket framgångsrika restaurangerna Strandvägen 1 och dess bakficka Michelle van der Milles har öppnat. Detta i hopp om att Strandvägen åter kan ta sin historiska plats som Stockholms paradgata.

Flera medlemmar av familjen Hirsch bodde i olika perioder på Strandvägen 1 - 3 under 1900-talets första årtionden. Bröderna Hirschs farbror var den kände byggmästaren Isaak Hirsch (1843 – 1917), som var en av de tongivande skaparna av Strandvägen i slutet av förra sekelskiftet. Redan 1873 köpte han tomten i hörnet Grev Magnigatan-Strandvägen och såg tidigt potentialen med en paradgata vid vattnet i Stockholm. Senare kom han att äga även marken till just Strandvägen 1 - 5, nummer 7A samt 23 - 27. Han lät även uppföra fastigheterna på Strandvägen 39, 49, 51 och 53. Brorsbarnen Erik och Frank Hirsch ärvde dock inte sin farbror som istället testamenterade hela sin förmögenhet till välgörande ändamål, Stiftelsen Isaak Hirsch Minne. Isaak Hirsch bodde en stor del av sitt senare liv på Strandvägen 49, som han ägde.
| Vänster: Fasad mot Gävlegatan, höger: fasad mot Hudiksvallsgatan, mars 2014. |  | Vänster: Fasad mot Gävlegatan, höger: fasad mot Hudiksvallsgatan, mars 2014. |
| Vänster: Fasad mot Gävlegatan, höger: fasad mot Hudiksvallsgatan, mars 2014. |  |                                                                              |

#### KONST
Fastigheten Blästern, som var familjens första fastighet men som inte längre finns i familjens ägo, i hörnet Hudiksvallsgatan och Gävlegatan, i Vasastan. Industricentralen var de som tog initiativet till skapandet av det kluster av konstgallerier som finns i området runt Vanadisplan. Industricentralen stöttade under sina år som ägare också gallerier och konstnärer, bla genom förvärv av verk som i möjligaste mån installeras i de publika ytorna. Den har blivit känd för att inrymma Stockholms mest ledande konstgallerier, och har även kommit att kallas Stockholm Gallery District. Ett bidrag till Stockholms kulturliv.
I Industricentralens fd lokaler på Blästerna finns flera offentliga konstverk, vilket man hoppas förhöjer besökarnas upplevelse. Redan 1937 beställde Industricentralen skulpturen ”Arbetaren" av den ryskfödde konstnären Michail Katz. Motivet associerar till huset karaktär av industribyggnad.

#### RESTAURANGER
På Strandvägen 1-3 öppnades under våren 2013 två restauranger, som genast etablerade sig som två av Stockholms populäraste. 
Strandvägen 1 är den större med bar, matsalar och en soldränkt stor terrass sommartid. Alldeles bredvid hittar man Michelle van der Milles, allmänt kallat Milles. Restaurangerna drivs i regi av Pelle Lydmar.

## Referenser

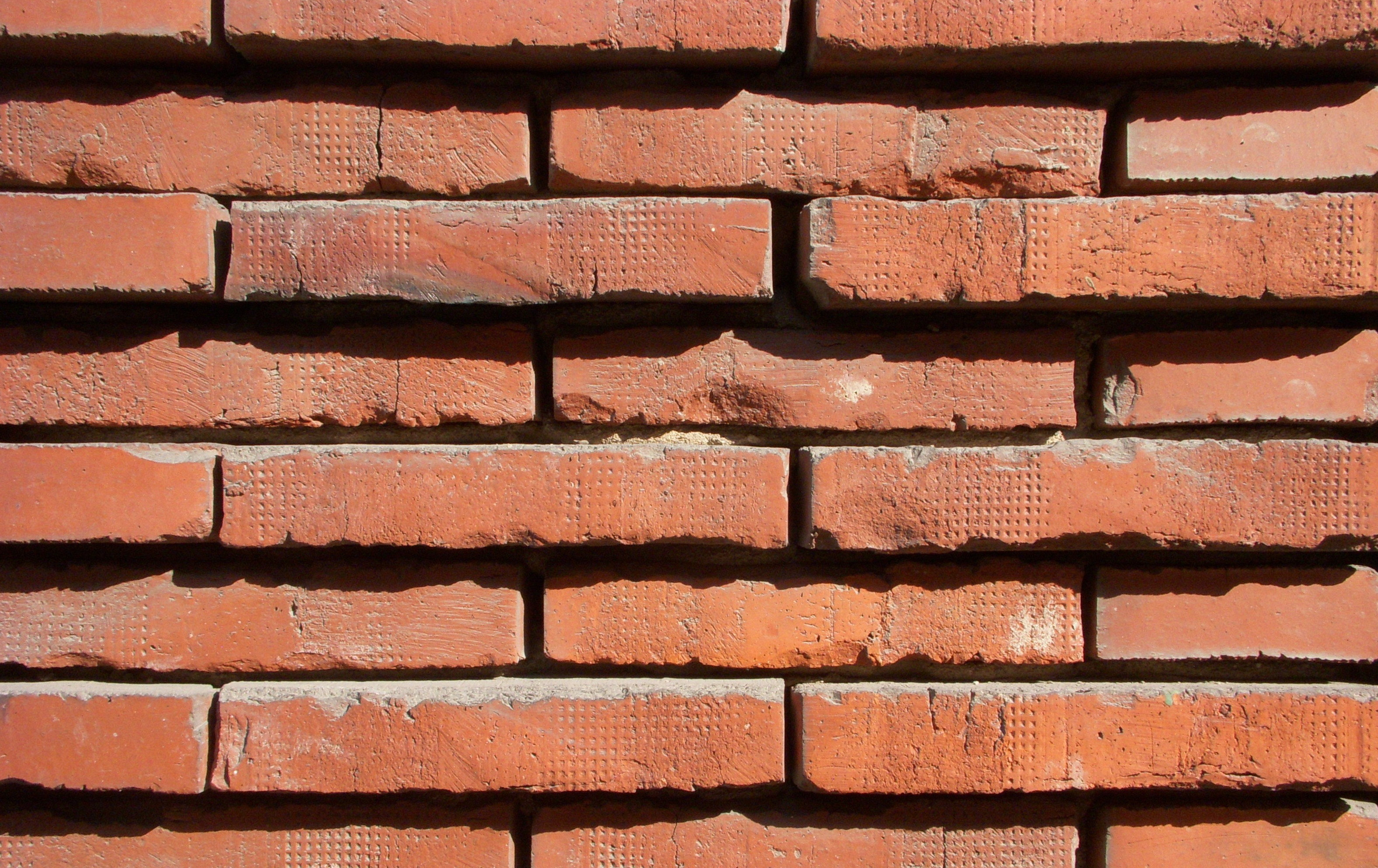
Tegelfasad, detalj.